# Санароа
Санароа (англ. Sanaroa Island) — один из островов Д’Антркасто. Административно является частью провинции Милн-Бей, Папуа — Новая Гвинея. Расположен в 5 км к востоку от более крупного острова Фергуссон. Составляет около 11,4 км в длину и 4 км в ширину. Самая высокая точка острова — 212 м над уровнем моря.
Население острова по данным переписи 2000 года составляет 692 человека, которые проживают в двух деревнях. Главная деревня, Санароа (Этана), в которой проживают 418 человек, расположена на юге острова, а деревня Сиавава с населением 274 человека — на восточном побережье. Третья деревня, Удаудана, находится на западном побережье и не имеет постоянного населения.